# دوغلاس س. شتاينر
دوغلاس س. شتاينر (بالإنجليزية: Douglas C. Steiner)‏ هو شخصية أعمال أمريكي، ولد في 1960.